# 팀 호턴
마일스 길버트 "팀" 호턴(영어: Miles Gilbert "Tim" Horton, 1930년 1월 12일 ~ 1974년 2월 21일)은 캐나다의 아이스하키 선수로, 캐나다 최대의 커피 및 도넛 체인점인 팀홀튼의 창업자다.
NHL 팀 토론토 메이플리프스의 대표적인 수비수로, 배번인 7번은 토론토 메이플리프스에서 영구 결번으로 남아 있다. 토론토 메이플리프스 시절에는 스탠리 컵 4회의 기록을 남겼다.
은퇴 후의 사업을 위해 사업가인 짐 셔레이드의 자문을 받아 1964년 5월 17일 온타리오주 해밀턴에 자신의 이름을 딴 도넛 매장을 열었으며, 이 매장이 팀홀튼 브랜드의 시초다. 이후 해밀턴 지역 경찰로 활동했던 동갑내기 론 조이스와 동업하며 자신의 요식 사업을 키워 나갔고, 현재도 팀홀튼은 연고지인 온타리오주에 상대적으로 매장이 많은 편이다.
선수 생활과 개인 사업을 병행하던 중, 1974년 2월 21일 자신의 드 토마소 판테라를 몰고 퀸 엘리자베스 웨이를 통해 버펄로로 가다가 온타리오주 세인트캐서린스에서 교통사고로 사망했다. 공교롭게도 사고 전날에 호턴은 친정 팀 토론토 메이플리프스와 경기를 마친 후였다. 나중에 사인은 음주운전으로 알려졌다.
유해는 토론토 소재 묘지인 York Cemetery에 안장됐으며, 2000년에 부인 로리 호턴이 사망한 후에는 로리와 함께 합장됐다. 묘비 옆에는 아이스하키용 스틱이 장식되어 있다. 해밀턴에 있는 팀홀튼 1호점에는 그가 아이스하키를 하는 모습으로 동상이 세워져 있다.
팀 호턴은 1952년에 로리 호턴과 결혼하여 슬하에 딸 4명을 두었다. 그 중 팀의 장녀인 제리-린 호턴은 론 조이스의 장남과 결혼했다. 따라서 론 조이스와 팀 호턴은 파트너십을 넘어 사돈 관계이기도 하다.
1977년에는 아이스하키 명예의 전당에 헌액됐다. 2017년에는 NHL에서 "NHL 역사상 가장 위대한 선수 100인" 중 1명으로 선정됐다.
호턴이 사망한 후 호턴의 지분을 인수한 조이스는 팀홀튼을 캐나다 제1의 커피 프랜차이즈 브랜드로 육성한 후, 1995년 웬디스에 팀홀튼을 매각했다. 이후에도 조이스는 2019년에 사망할 때까지 기업가로 활동했다.